# Velika Hrastilnica
Velika Hrastilnica is een plaats in de gemeente Križ in de Kroatische provincie Zagreb. De plaats telt 184 inwoners (2001).